# Metrarabdotos
Metrarabdotos is een mosdiertjesgeslacht uit de familie van de Romancheinidae en de orde Cheilostomatida. De wetenschappelijke naam ervan is in 1914 voor het eerst geldig gepubliceerd door Ferdinand Canu.

## Soorten
- Metrarabdotos aguilerai Cheetham, Sanner & Jackson, 2007 †
- Metrarabdotos aquaeguttum Ramalho, Távora. & Zágoršek, 2017 †
- Metrarabdotos arawakorum Cheetham, Sanner & Jackson, 2007 †
- Metrarabdotos auriculatum Canu & Bassler, 1923 †
- Metrarabdotos boldi Cheetham, Sanner & Jackson, 2007 †
- Metrarabdotos butlerae (Cheetham, 1968) †
- Metrarabdotos canariensis (Cheetham, 1968) †
- Metrarabdotos canui Buge & Galopim de Carvalho, 1963 †
- Metrarabdotos capanemensis Ramalho, Távora. & Zágoršek, 2017 †
- Metrarabdotos catahoulana (McGuirt, 1941) †
- Metrarabdotos chipolanum (Cheetham, 1968) †
- Metrarabdotos coatesi Cheetham, Sanner & Jackson, 2007 †
- Metrarabdotos colligatum Canu & Bassler, 1919 †
- Metrarabdotos cookae Cheetham, 1968
- Metrarabdotos cubaguaense Cheetham, Sanner & Jackson, 2007 †
- Metrarabdotos elegans Buge & Galopim de Carvalho, 1963 †
- Metrarabdotos elegantissimum Rosso, 2005 †
- Metrarabdotos elongatum Ramalho, Távora. & Zágoršek, 2017 †
- Metrarabdotos floridanum (Cheetham, 1968) †
- Metrarabdotos girondicum Duvergier, 1924 †
- Metrarabdotos gulo (Marcus, 1955)
- Metrarabdotos helveticum (Roger & Buge, 1947) †
- Metrarabdotos hispaniolae Cheetham, Sanner & Jackson, 2007 †
- Metrarabdotos italicum Rosso, 2005 †
- Metrarabdotos jani Winston, Vieira & Woollacott, 2014
- Metrarabdotos jungi Cheetham, Sanner & Jackson, 2007 †
- Metrarabdotos kugleri Cheetham, 1968 †
- Metrarabdotos lacrymosum Canu & Bassler, 1919 †
- Metrarabdotos lecointrei Buge & Galopim de Carvalho, 1963 †
- Metrarabdotos lopezense Cheetham, Sanner & Jackson, 2007 †
- Metrarabdotos maleckii (Cheetham, 1968) †
- Metrarabdotos microporum (Gabb & Horn, 1862) †
- Metrarabdotos moniliferum (Milne Edwards, 1836) †
- Metrarabdotos nehybai Zágoršek, Ostrovsky & Vávra, 2011 †
- Metrarabdotos nysti (Lagaaij, 1952) †
- Metrarabdotos orisense Reguant, 1990 †
- Metrarabdotos pacificum (Osburn, 1952)
- Metrarabdotos pauciarmatum Rosso, 2005 †
- Metrarabdotos pouyeti Marcopoulou-Diacantoni & Wuest, 1999 †
- Metrarabdotos saundersi Cheetham, Sanner & Jackson, 2007 †
- Metrarabdotos sergipensis Santana, Ramalho & Gumarães, 2009
- Metrarabdotos tainorum Cheetham, Sanner & Jackson, 2007 †
- Metrarabdotos tarraconensis Reguant, 1960 †
- Metrarabdotos teixeirai Buge & Galopim de Carvalho, 1963 †
- Metrarabdotos thomasi (Cheetham, 1968) †
- Metrarabdotos thomseni Cheetham, Sanner & Jackson, 2007 †
- Metrarabdotos tuberosum Canu & Bassler, 1928
- Metrarabdotos unguiculatum Canu & Bassler, 1928
- Metrarabdotos vigneauxi (Cheetham, 1968) †
- Metrarabdotos vinassai Panzera, 1932 †
- Metrarabdotos vokesorum Cheetham, Sanner & Jackson, 2007 †

### Taxon inquirendum
- Metrarabdotos tenue (Busk, 1884)